# Revival (singel Eurythmics)
Revival – singel brytyjskiego duetu Eurythmics, wydany w 1989 roku.

## Ogólne informacje
„Revival” to pierwszy singel z płyty We Too Are One. Jest powrotem zespołu do brzmienia pop rockowego. Utwór nie ukazał się na singlu w USA, a w Wielkiej Brytanii spotkał się z umiarkowanym sukcesem. Na stronie B wydano piosenkę „Precious”.

## Teledysk
Teledysk wyreżyserował Philippe Gautier.

## Pozycje na listach przebojów
| Kraj            | Pozycja |
| --------------- | ------- |
| Wielka Brytania | 26      |
| Irlandia        | 14      |
| Niemcy          | 33      |
| Szwajcaria      | 8       |
| Francja         | 46      |
| Holandia        | 25      |
| Włochy          | 14      |
| Szwecja         | 7       |
| Australia       | 14      |
| Nowa Zelandia   | 21      |